# Elektromyografi
Elektromyografi (EMG) er en måling af den elektriske aktivitet i muskler.
Ved en elektromyografi bruges nåle til at måle musklernes elektriske aktivitet. Herved kan en neuromuskulær defekt afsløres. 
 Der er for få eller ingen kildehenvisninger i denne artikel, hvilket er et problem. Du kan hjælpe ved at angive troværdige kilder til de påstande, som fremføres i artiklen.

| Lægevidenskab | Spire Denne artikel om lægevidenskab er en spire som bør udbygges. Du er velkommen til at hjælpe Wikipedia ved at udvide den. |